# Glacies
Glacies is een geslacht van vlinders van de familie spanners (Geometridae), uit de onderfamilie Ennominae.

## Soorten
- G. alpinata (Scopoli, 1763)
- G. alticolaria (Mann, 1853)
- G. baldensis (Wolfsberger, 1966)
- G. bentelii (Ratzer, 1890)
- G. burmanni (Tarmann, 1984)
- G. canaliculata (Hochenwarth, 1785)
- G. coracina (Esper, 1805)
- G. noricana (Wagner, 1898)
- G. perlinii (Turati, 1915)
- G. spitzi (Rebel, 1906)
- G. wehrlii (Vorbrodt & Muller-Rutz, 1918)